# 히애드컴퍼니
히애드컴퍼니는 2014년 1월 설립된 대한민국의 온라인 광고 회사이다.
히애드컴퍼니 부설 블로그체험단 전문 사이트 소셜페이지도 운영하고 있다.

블로그 마케팅, SNS MARKETING, 언론사 광고, TV 홍보, 마케팅 교육 등 온라인 광고 전반에 걸쳐 다양한 사업을 영위하고 있다.

회사는 서울시 강동구 길동에서 2018년 1월 경기도 하남시 망월동으로 이전하였다.